# 31313 Kanwingyi
31313 Kanwingyi è un asteroide della fascia principale. Scoperto nel 1998, presenta un'orbita caratterizzata da un semiasse maggiore pari a 3,0765908 UA e da un'eccentricità di 0,1465484, inclinata di 1,81025° rispetto all'eclittica.